# 아트 게임

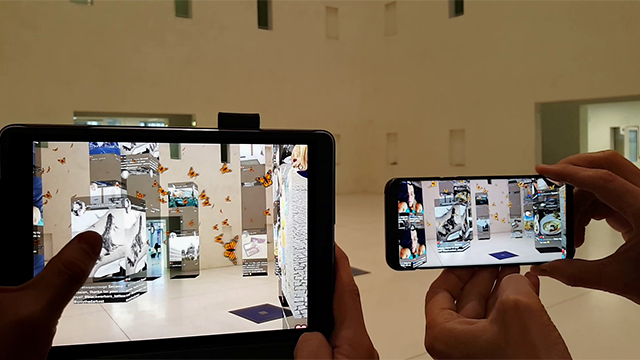

아트 게임은 기능성 비디오 게임의 일종으로서, 상호작용적인 뉴미디어 아트 작업 중의 하나이다. 아트 게임은 디지털 아트 및 소프트웨어 아트와 연관을 맺고 있다. 아트 게임은 예술 게임, 혹은 아트하우스 게임 등 다양한 명칭으로 불린다. 또는 보다 덜 대중적으로 작가 게임이라 불리기도 하며, 때로는 시리어스 게임의 하위 장르 중 하나로 여겨지기도 한다.
"아트 게임"이라는 용어는 2002년부터 최초로 학술적으로 사용되기 시작했다. 이 당시 아트 게임이라는 용어는 예술성이 강조되도록 디자인 된 비디오 게임, 혹은 관객들이 예술을 감상할 때 같은 반응을 느끼도록 의도된 구조를 가진 게임으로 이해됐다. 아트 게임은 상호작용적이다. (이때의 상호작용은 보통 컴퓨터, 자신, 다른 플레이어에 대항할 때의 경쟁적인 작용을 의미한다.) 그리고 아트 게임은 관계자들이 그 작업을 보면서 숙고하게끔 제안하는 예술적인 의도의 결과물이다. 아트 게임은 또한 일반적으로 특이한, 비관습적인 외형, 나아가 종종 미학적인 미나 복잡성이 그 디자인 안에 두드러지게 드러나게끔 노력한다. 아트 게임의 이런 개념은 몇몇 예술 이론에 의해 게임의 변경된 (모드가 적용된 modded) 수준에 맞게 확장돼왔다. 이런 변경은 일반적인 게임이 예술적인 표현으로 보여지도록 의도된 그래픽적인 결과물을 생산하는 것과 구별된다. 아트 게임의 변경은 게임 플레이 시나리오를 바꾸기 위해, 혹은 스토리텔링을 위해 의도된 것이다. 예술적인 목적을 위해 변경된 게임은 종종 비디오 게임 아트로 일컬어진다.
종종 아트 게임은 비디오 게임 아트를 증명하는 의미에서 고려되기도 한다.

## 개요
2003년 티파니 홈즈(Tiffany Holmes, School of the Art Institute of Chicago)는 디지털 아트와 문화 회의(Melbourne DAC)에서 <고전 아케이드 게임은 예술을 포괄하는가? 아트 게임 장르의 최근 동향 Arcade Classics Span Art? Current Trends in the Art Game Genre> 라는 제목의 논문을 발표하면서 아트 게임에 대해 정의내렸다.
홈즈의 정의에 따르면 아트 게임은 상호작용적인 작업이며, 보통은 유머러스하다. 시각 예술가는 다음의 정의들 중 하나 혹은 그 이상에 따라 아트 게임을 만든다.
- 그들은 문화적 전형에 도전하고
- 사회적으로 혹은 역사적으로 의미있는 비판을 언급하거나
- 소설 방식에 따라서 이야기를 말한다.

나아가 그는 논문에서 아트 게임은 반드시 다음의 항목 중 둘 이상을 포함해야 한다고 명확히 밝혔다.
- 정신적인 도전 속에서 이기거나 성공을 경험하게 하는 정의된 방식
- (계층적이거나 계층적이지 않은) 일련의 단계를 통한 과정
- 플레이어를 대변하는 중심적인 캐릭터나 아이콘

2003년 8월 레베카 캐논(Rebecca Cannon)은 자신의 논문에서 홈즈의 정의를 보다 축소시켰다. 그는 아트 게임을 "전체가 (혹은 상당부분이) 플레이 가능한 게임으로 구성되는... 아트 게임은 항상 상호작용적이다. 그리고 그 상호작용성은 경쟁에 대한 요구에 기반한다... 아트 게임은 우선적으로 게임 형식을 내러티브와 문화적 비판을 구조화하는 새로운 방법으로서 탐구한다."고 정의하면서 장르의 경쟁적인, 목표지향적인 특성을 강조했다.
이러한 초기의 정의에서 발전하여, 예술 이론가들은 (작가나 큐레이터의) 예술적인 의도 와 그 역할을 강조했다. 더 나아가 그 정의는 "아트 게임"과 그보다 이전에 있었던 비디오 게임 아트 사이에서 예술계와 비디오 게임계 양쪽이 분명한 차이를 두고 있음을 드러냈다. 그러나, 이 모든 정의 문제들의 핵심에는 예술과 비디오 게임의 교차가 깔려있다. 아트 게임은 가까운 비상호작용적 예술 형식인 비디오 게임 아트와 (예술적인 의도에 관심두지 않는) 예술 형식으로서의 비디오 게임 개념은 쉽게 혼동된다. 이러한 아트 게임과 비디오 게임의 본질적인 관계는 예술 영화가 영화와 가지는 관계와 유사하다.

### 아트 게임과 게임 아트의 차이
그래픽 용량(graphic capabilities)의 증가와 (그리고 게임 아트 디자인의 다른 측면에서) 예술로서의 게임에 대한 재인식 동향이 동시에 일어나고, 비디오 게임 아트 제작과 아트 게임의 공개가 증가하고 있다. 이러한 상황에서 예술로서의 게임이나 아트 게임 같은 주제에 대한 토의는 종종 가깝게 연관된다. 이는 "아트 게임"과 다양한 종류의 "게임 아트" 간의 몇몇 비판적인 차이를 그리는 방향으로 나아갔다.
예술적인 이미지를 포함한 게임들과 아트 게임을 구분하기 위해, 몇몇 논자들은 이를 조각같은 예술분야와 비교하거나 아트 게임을 제작할 때의 예술적인 의도를 강조해왔다. 비디오 게임 블로그 조이스티크(Joystiq)의 리뷰 편집자 저스틴 맥엘로이(Justin McElroy)는 이 차이를 다음과 같이 묘사했다. "그 차이는 조각과 건물의 차이와 같다. 건물/게임이 미적인 만족을 줄 수 있긴 하지만, 아트 게임/조각은 어떠한 종류의 반응을 이끌어내기 위해 그 자체의 창작구조를 이용한다." 제노바 첸(Jenova Chen) 역시 인터뷰에서 아트 게임, 혹은 예술적인 것을 추구하는 게이머 커뮤니티에서 논게임(non-games)이 명성을 얻는 현상에 대해 논하면서 같은 비유를 사용하곤 했다. 짐 먼로(Jim Munroe)는 라디오 쇼 스파크(Spark)의 진행자 노라 영(Nora Young)과 2010년에 가진 인터뷰에서 아트 게임의 개념을 건축에 비유하는 것에 덧붙여 다음과 같은 내용을 주장했다. 이전의 비디오 게임이 일반적, 전통적으로 "문화적 하수구"의 (즉, "하위 예술"을 구성하는) 위치에 있었다면, 이제 "아트 게임" 같은 비디오 게임이 등장하면서 비디오 게임이 "고급 예술"로 이동하고 있음을 보여주는 것이다.
아트 게임과 예술적인 이미지를 포함한 일반 게임의 다른 중요한 차이로는 아트 게임이 예술적인 창작 의도를 포함하고 있다는 점이 있다. 전통적인 게임이 상업적인 목표하에 만들어지고 플레이-중심적인데 반해서 말이다. [6] 따라서 "게임 아트"의 "게임" 부분은 예술적인 목적을 위해 존재한다. 이에 대해 몇몇 논자들은 게임을 만든 원작자뿐만 아니라 그 게임을 예술로 보고 전시를 기획하는 큐레이터의 예술적인 의도도 포함해 논의를 확장하기도 했다.
아트 게임과 비디오 게임 아트의 차이에 대해 논하면서, 상호작용 요소나 경쟁(혹은 목표)은 논의에서 자주 강조된다. 왜냐면 아트 게임도 게임이고, 게임은 상호작용적이기 때문이다. 아트 게임에 대해 정의할 때에는 상호작용성에 대한 논의가 수반되는 경향이 있다. 비디오 게임 아트가 상호작용적일 수도, 상호작용적이지 않을 수도 있는 것과 다르게 말이다.
이러한 논의를 넘어서서, 게임과 "플레이"에서 경쟁, 규칙, 목표에 대한 질문은 본질적으로 제기되는 것이다. 이는 아트 게임의 맥락에서도 설명 가능해야 한다. 이는 체스같은 게임과 심시티 같은 게임을 비교하는 비평가나 우메라에서의 탈출(Escape From Woomera) 같은 게임의 장난기스러움(playfulness)에 대해 질문하는 사람들에겐 어려운 문제이다. 그러나 수많은 논자들은 경쟁의 개념을 아트 게임을 비디오 게임 아트와 구별하는 정의 가운데 한 요소로 포함시켰다. 한 예로 존 샤프(John Sharp)교수의 주장을 보자. "아트게임은 비디오 게임의 경험적이고 형식적인 특성(규칙, 게임역학, 목표 등등)을 유지하는 일반적인 감각을 가진채, 화가나 영화제작자나 문학가들이 하는 것처럼 게임을 표현의 수단으로서 사용하는 게임이다." 따라서 게임 아트 작품들은 (예술이 아닌) 전통적인 게임을 캔버스나 예술적인 재료처럼 이용하는 것으로 보일 수 있는 반면, 아트 게임은 게임의 일반적인 특성을 예술적인 재료로 이용한다.

### 아트 게임과 게임 모드의 차이
레베카 캐논(Rebecca Cannon)과 마테오 비탄티(Matteo Bittanti)를 포함해 많은 논자들은 아트 게임과 게임을 예술적으로 변형하는 것 사이의 구분과 관련된 것들에 대해 논의했다. 캐논은 티파니 홈즈의 "아트 게임" 정의를 시작점으로 하여, 아트 게임이 "항상 (어느 정도) 플레이할 수 있는 게임 전체를 구성한다"는 점을 강조했다. 반면 아트 모드(art mod)는 "항상 이미 존재하는 컴퓨터 게임을 수정하거나 재사용하지만, 단지 드물게 보상 시스템만을 포함시키거나 주제와 관련해 타당성이 있을 때만 수정을 가한다."고 정의했다. 이와 같이, 아트 게임을 정의할 때에는 상호작용성과 플레이가능성 같은 특성들을 보는 반면, 아트 모드를 정의할 때는 이런 특성들을 중요하게 보지 않는다.
캐논에게, 변형으로서의 작업 특성은 그 작업이 아트 게임인지 아트 모드인지에 대한 물음에서 유일하게 결정적인 것이 아니다. 그의 정의에 따르면 몇몇 변형 게임들은 단지 게임 모드임에도 "아트 게임"이다. 여기에 그는 다음과 같이 제안함으로써 혼란을 가중시킨다. 가장 근원적인 수준에서, "아트 모드는 게임 매체를 확장적인 예술적 표현에 이용하는 반면, 아트 게임은 주로 서사(narrative)나 문화적 비평을 구성하는 새로운 모드로서 게임 형식(format)을 탐구한다." 따라서 아트 게임이 게임 형식(format)을 탐구할 때, 아트 모드는 게임 매체(media)를 탐구한다. 그리고 아트 모드가 항상 기존의 게임을 이용하는 반면, 아트 게임은 종종 그 게임들을 다른 것으로 대체시킨다.
피파 츠발라라(Pippa Tshabalala)를 포함한 다른 예술 이론가들은 "아트 게임"에 대한 이런 좁은 정의를 거부한다. 대신 그들은 보다 넓은 정의를 채택한다. 그들은 작가가 만든 규칙이나 목적에 바탕을 둔 시스템에 국한되지 않은 게임 개념을 다루는 이론을 배경으로 삼는다. 이때 그 게임은 관찰자가 그의 플레이 경험에서 스스로 한계를 정하는 것으로 드러난다. 따라서, 예술가 그룹 JODI가 만든 아트 모드인 (그리고 울펜슈타인 3DWolfenstein 3D의 변형 게임인) SOD에서 관찰자는 그들의 목표를 결정하게 되고, 그러면서 그들은 그것을 아트 게임으로 경험할 수 있게 된다. 이 아트 모드에서 그들의 목표는 다음 레벨을 향한 과정이 되는 것이다.

## 역사

### 기원과 1세대 아트 게임들
아트 게임 장르는 상업문화(특히 상업 비디오 게임)와 동시대 디지털 아트의 교차점에서 등장했다. 그러나 티파니 홈즈와 그렉 코스티칸(Greg Costikyan)을 포함한 일부 예술 이론가들은 1920년대 유럽의 다다이즘이나 초현실주의자들이 모여서 공동으로 드로잉 게임을 하던 것에서 아트 게임 장르의 초기 기원을 찾으려 시도했다. 다른 이론가들은 19세기와 20세기에 작가가 독자들을 위해 창안안 문학으로서의 게임과 아트 게임의 관계를 언급하기도 한다. 초기 예술 운동은 예술적인 도구로서 게임을 다룸으로서, 게임을 예술적으로 탐구가능한 형식이나, 여흥의 오락거리로 정당화했다.
셀리아 퍼스(Celia Pearce)는 나아가 미국 애틀란타주 조지아시에서 열렸던 게임 예술사 컨퍼런스에서 1960년대 플럭서스 운동(Fluxus)과 마르셀 뒤샹의 예술생산품에서 절차성(procedurality)이 중심적인 위치를 차지하고 있음을 지적했다. 최초의 진정한 아트 게임에서는 엄격한 규칙을 예술적 창작과정에 도입하면서 (이 경우 작가에 의해 비디오 게임으로 형식(format)이나 매체(medium)가 제약되는 것) 비디오 게임과 예술이 서로 부딪히게 되었다. 비록 초기의 게임같은 프로그램들, 예를 들면 존 허튼 콘웨이(John Horton Conway)가 만든 제로 플레이어 게임(zero-player game; 플레이어가 조종하지 않고 감상만 하는 게임)인 게임 오브 라이프(Game of Life)(1970)의 경우 이후의 아트 게임에 기초가 되었지만, 퍼스는 베르니 데코벤(Bernie DeKoven)과 재론 래니어(Jaron Lanier)가 만든 "외계정원(Alien Garden)"(1982) 같은 1980년대 초의 게임들만을 진정으로 아트 게임이라 부를 수 있는 게임으로 규정한다. 이외의 이시기 다른 초기 아트 게임에는 제인 비더(Jane Veeder)의 "워프잇아웃(Warpitout)"(1982), 래니어의 "문더스트(Moondust)"(1983), 린 허쉬먼 리손(Lynn Hershman Leeson)가 만든 레이저디스크 비디오 게임(Laserdisc games)인 "로나(LORNA)"(1983)와 "딥 콘텍트(Deep Contact)"(1984). 등이 있다. 이 시기 이후 아트 게임 제작은 1990년대 말까지 소강상태에 들어가게 된다.
비디오 게임은 1980년대에 처음으로 미술관에서 전시되기 시작했다. 코코란 아트 갤러리(Corcoran Gallery of Art)에서 열린 회고전인 "아트케이드(ARTcade)"(1983) 전이나 뉴욕 퀸즈에 있는 동영상 박물관(Museum of the Moving Image)에서 열린 "뜨거운 회로: 비디오 아케이드(Hot Circuits: A Video Arcade)"(1989)전이 그러한 예이다. 그러다 1990년대 말에서 2000년대 초부터 아트 게임의 생산과 전시는 일반화되기 시작했다. 워커아트센터에서는 "인터페이스를 넘어서(Beyond Interface)"(1998)전, 온라인 전시였던 "신리얼(Synreal)" (1998)전, "미로 깨기 - 해커 아트 게임 플러그인(Cracking the Maze - Game Plug-Ins as Hacker Art)"(1999)전 등이 열렸고, 쉬프트 e.V(shift e.V.)에서는 "리로드(RELOAD)"(1999)전이, 캘리포니아 대학교(University of California, Irvine의 빌 센터(Beall Centre)에서는 "쉬프트-컨트롤(Shift-Ctrl)"(2000)전이 열렸다. 이외에도 2001년을 전후해 수많은 1세대 비디오 게임 전시가 열리면서 아트 게임의 개념은 대중화되었다. 이러한 추세는 2000년대 초에 아트 게임을 주제로 한 보다 큰 규모의 전시들로 이어졌다. 메사추세츠 현대미술관(MASS MoCA)의 "게임쇼(GameShow)"(2001)전, 샌프란시스코 현대미술관(SFMOMA)의 "010101: 기술시대의 예술(010101: Art in Technological Times)"(2001)전,
휘트니 미술관(Whitney Museum의 "비트스트림(Bitstreams)"(2001)전, 뉴욕 퀸즈의 동영상 박물관의 "<알트> 디지털 미디어(<ALT> Digital Media)"(2003)전 이 그런 전시들이다.

### "아티스트 게임"의 융성
1970년대 뉴게임 운동(New Games Movement)의 전통과 아트 게임을 어떻게 결부시킬 수 있을까? 초기 예술 게임 생산물에 해당하는 프랑크 란츠(Frank Lantz)의 "팩맨해튼(Pac Manhattan)" 이나 예술가 그룹 블래스트 테오리(Blast Theory)의 "너는 지금 나를 볼 수 있니?([[Can You See Me Now?" 같은 작업은 게임을 행위 예술의 형태로 간주할 수 있게끔 플레이했으며, "페인스테이션(Painstation)"(2001), "고 피쉬(Go Fish"(2001), "떠돌이(Vagamundo"(2002) 행위예술이면서 아트 게임인 일종의 혼성 작업을 보여주었다. 또한 급성장하는 비디오 게임 예술(video game art)운동은 부분적으로 아트 모드(art mod) 같은 형태로 예술 게임 개발에 직접적인 영감을 제공했다. 이미 1세대 아트 게임 창작자들은, 게임 "캐슬 울펜슈타인"을 변형한 "캐슬 스머펜슈타인(Castle Smurfenstein)"(1983)의 예처럼, 관습을 거스르는 게임 모드의 능력을 인식하고 있었다. 그러나 예술이론가 레베카 캐논은 타키히코 이이무라(Iimura Takahiko)의 1993년작 "AIUEOUNN Six Features"를 목적의식이 있는 예술 모드의 초기 사례로 들었다.("AIUEOUNN Six Features"는 소니의 "System G"를 변형한 작품이다.) Jodi.org나 호주의 셀렉트파크스(SelectParks) 같은 온라인 예술가 모임은 곧 작업실을 만들고, 상호작용 예술 모드를 사용해 오래된 게임을 재목적화하면서 아트 게임을 생산하기 시작했다.
아트 게임을 만드는 사람에게 모드를 사용하는 것은 일차적인 도구가 되었다. 그들은 전통적으로 남성중심적인 게임에 여성 캐릭터를 추가함으로써 메시지를 전하거나, 청중이 익숙한 게임을 다르게 다시생각해볼 수 있도록 게임을 다르게 디자인했다. 그 결과 초기 아트 게임의 역사는 직접적으로 상업 비디오 게임의 역사와 기득권을 가진 비디오 게임 관습(conventions)과 연결되게 되었다. 이제 비디오 게임 역사상 중요한 사건은 아트 게임과 중요하게 상응하게 되었다. 이는 아트 게임의 토대가 되는 기술적 발전과, 아트 게임이 참고용으로 혹은 오마주의 주제로 사용하는 문화적 기준 두가지 측면 모두를 이야기하는 것이다. (몇몇 아트 게임은 둠이나 미스트같은 1990년대의 클래식 아케이드 게임이나 블록버스터 타이틀에서 영향을 받았다.) 이론가들은 이런 종류의 아트 게임을 "아티스트 게임"으로 정의했다. 즉, 이때 아트 게임은 비디오 게임 개발자가 아닌 동시대 예술가에 의해 만들어진 게임을 의미한다. 아트 게임이 게임계 자체에서 벗어나려는데 반해, 전형적으로 저예산과 적은 기술적 (코딩) 지식을 가지고 만들어진 "아티스트 게임"은 종종 그들의 예술적인 열망에 대해서 명백히 드러낸다. 그리고 일반적으로 아티스트 게임은 "변형 게임과 원본 게임의 회색지대"에 존재한다. 왜냐면 그것들은 자주 1980년대의 클래식 아케이드 게임들에 기반하고 있기 때문이다. 이러한 게임의 초기 사례로는 톰슨(Thompson)과 크레이그헤드(Craighead)가 만든 "트리거 해피(Trigger Happy"(1998)나, 제작팀 이스케이프 투 비긴(Esc to Begin)에 의해 만들어진 "폰트 아스트로이드(Font Asteroids)(1999), 나탈리 북친(Natalie Bookchin)의 침입자"The Intruder"(1999)가 있다.
2000년대에 비디오 게임은 점점 매체의 한 형식으로 일반화되었다. 그러면서 게임 매체의 게임학(ludology)적인 부분을 덜강조한 비디오 게임(시리어스 게임(serious game), 논게임(non-game), 아트 게임 등)이 많이 등장하기 시작했다. 이는 게임을 단순히 오락으로 보는 것이 아니라 개념을 전달하는 수단으로 재인식하는 전환점이 되었다. 티파니 홈즈 교수는 2002년 논문 "아트 게임과 일탈: 뉴미디어가 미국 아케이드 게임을 만났을 때(Art games and Breakout: New media meets the American arcade)"에서 "아트 게임(art game)"이라는 용어를 학문적으로 처음 사용하였다. 홈즈는 이 논문을 핀란드 탐페르(Tampere)시에서 열린 컴퓨터 게임과 디지털 문화 컨퍼런스와 시그래프 2002(Siggraph 2002)에서 발표했고, 2003년에 열린 맬버른에서 열린 디지털 예술과 문화 컨퍼런스(Melbourne DAC)에서는 이 용어를 확장하여 정립했다. 레베카 캐논은 그의 2003년 논문 "예술적인 컴퓨터 변형 게임 소개(Introduction to Artistic Computer Game Modification)"에서 홈즈의 정의를 보다 세분화했다.

### 인디 아트 게임의 융성
2000년대 중반 "사모로스트(Samorost)"(2003) 나 "끝없는 숲(The Endless Forest"(2005) 같은 게임들은 아트 게임과 인디 게임(indie game) 양쪽 모두에 걸친 모습을 보여주었다. 아트 게임 운동과 인디 게임 운동의 만남은 비디오 게임 문화 안에서 아트 게임에 대한 관심을 증대시켰다. 그리고 동시에 비디오 게임을 예술작품으로 볼 수 있는지와 관련해 큰 논쟁을 불러 일으켰고, "아트 게임"이란 용어에 대한 비판이 일어났다. "아트 게임"이란 용어의 사용에 앞서, 이 논쟁은 점차 오래된 상업 비디오 게임들을 되돌아보면서 아트 게임으로 평가하는 단계로 나아갔다. 2000년대 후반부터 (특히 2008년 이후부터) 인디 아트 게임 제작은 극적으로 늘어났다. 제노바 첸(Jenova Chen), 몰레인더스트리아(Molleindustria), 제이슨 넬슨(Jason Nelson), 제이슨 로러(Jason Rohrer), 테일즈 오브 테일즈(Tale of Tales) 같은 인디 게임 개발자들이 인정받기 시작했고, 상대적으로 "아티스트 게임"은 덜 흔한 것이 되었다.
아트 게임이 상업적으로 생존할 수 있는가에 대한 논의는 "명성있는 게임(prestige game; 게임은 상업적으로 성공할 가능성이 적을지 모르지만, 게임 개발자의 예술적 통찰력이 게임 매체 발전에 중요한 요소가 될 것으로 보이는 게임)" 개발에 투기적으로 자금을 지원하는 상업 비디오 게임 산업에 대한 걱정으로 이어진다. 이러한 고민은 기우인 것으로 치부되곤 한다. 아직 초기 단계인 게임 산업 안에서, 비디오 게임 개발자가 가지고 있는 "명성"을 비디오 게임 퍼블리셔아직 가지고 있지 않다. 그 결과, 게임 퍼블리셔는 일반적으로 새로운 개념을 가지고 도전하는 게임을 채용하는 것을 상업적인 도박으로 보고 꺼린다. 마치 큰 영화 스튜디오들이 예술 영화들을 대할때의 태도처럼 말이다. 플로렌트 델로이슨(Florent Deloison)이나 마크 에센(Mark Essen) 같은 게임 창작자들은 수준높은 아트 게임을 제작할 수 있도록 적절한 재정을 지원할 필요성을 인식했다. 그들은 2011년 개인화된 아트 게임들이 고급 장비들을 쓸수 있도록 재정지원을 하는 디자이너 게임 회사에 합류했다.

## "아트 게임"이란 용어에 대한 비판
"아트 게임"이란 용어의 사용 증가와 함께, 비디오 게임 문화(video game culture)의 구성원들 중 상당수는 그 용어의 적용에 대해 부정적으로 반응했다. 비평가들은 그 용어가 게임이 예술작품이 될 수 있다는 개념을 거부하는 일부 게이머들을 외면한다고 지적한다. 종종 그 일부 게이머들은 "아트 게임"을 게임을 엘리트주의 하는 것과 동등한 것으로 본다. 이러한 종유의 반응은 결과적으로 몇몇 게임 개발자들이 자신들이 만든 게임을 아트 게임으로 묘사하는 것을 거부하는 결과로 이어졌다. 대신 그들은 "비게임(not-game)", "반게임(un-game)"이라는 용어를 사용하거나, 보다 단순하게는 어떤 종류의 범주화도 거부한다. 아트 게임이라는 용어에 대한 대표적인 비판에는 다음과 같은 것들이 있다.
- 몇몇 게임 커뮤니티는 아트 게임이 가식적이며 재미가 없는 것으로 본다.[32][33]
- 그들은 ("아트 게이머"로 알려진) 아트 게임을 즐기는 사람들은 고상한 척 하는 사람들이며(snob) 그들을 따라해서는 안 된다고 본다.[34]
- 그들은 "아트 게임"이란 용어는 이전에는 없었던 구별을 만들어 쓸데없이 비디오 게임을 고급예술과 하위예술로 나눠 소개한다고 본다.[35]
- 그들은 "아트 게임"이란 용어는 너무 광범위하며, "인디 게임"과 동의어인 것처럼 잘못 사용된다고 지적한다. 때문에 이 용어가 혁신 자체가 예술이 아님에도 부적절하게 그 혁신이란 개념을 게임에 끌어들인다고 본다.[36][37]
- 그들은 "아트 게임"이란 개념은 은연중에 비디오 게임 매체를 다루는 예술가적 기교에 대한 배타적인 권리가 있다는 느낌을 은연중에 준다고 본다. 또한 그럼으로써 아트 게임은 다른 형식들보다 우위에 있게 되진 않는지 의심한다.[32]
- 그들은 오늘날 "아트 게임"이라 불리는 개념에는 게임이라 불릴만한 장인적 기교(craftsmanship)가 결여되어 있다고 본다.[38] or art at all.[39]

이러한 비판들 중 일부는 20세기 초에 나왔던 '아방가르드 영화'들이나, 2차 세계대전 후 북미 독립 영화들에 가해졌던 비난과 유사하다. 이러한 비판이 벌어지는 근본적인 이유는 서로 다른 두 영역(예술, 게임)에 있는 구성원들이 상대방의 영역을 잘 모르기 때문으로 볼 수도 있다. 이러한 비판은 양쪽 영역을 두루 섭렵한 제작자가 나오지 않는 한 계속될 것으로 보인다.

## 같이 보기
- 예술 영화
- 컴퓨터 아트
- 게임학
- 글리치 아트
- 예술로서의 비디오 게임